# Hueberia
Hueberia Yang, Li & Edwards, 2009 es un género de Pteridophyta perteneciente a la división Lycophyta como parte del grupo basal Drepanophycales. Los restos fósiles de este vegetal fueron hallados en un yacimiento correspondiente a la Formación Posongchong, del periodo Pragiense del Devónico Inferior, cerca de la localidad de Zhichang, distrito de Wenshan, China.
La única especie conocida hasta el momento, Hueberia zhichangensis, fue una planta de porte probablemente herbáceo y hábito erecto y rastrero. Estuvo caracterizada por la presencia de enanciones insertadas helicoidalmente tanto en el tallo como en las ramificaciones laterales. Estas enanciones poseían un delgado tejido vascular en su zona media que sitúa al órgano como antecesor de los micrófilos presentes en los licófitos actuales. El tallo principal presentaba también unas protuberancias portadoras de enanciones de origen no conocido y esporangios ovales insertados lateralmente. El sistema radicular del género era un rizoma no muy abundante con ramificación isótoma y anisótoma.

## Descripción
Hasta la actualidad son conocidos fósiles correspondientes tanto a tallos como a rizomas de Hueberia zhichangensis, la especie tipo del género. Los tallos observados poseen unas longitudes de 83 y 110 mm y varios de ellos se encuentran truncados en ambos extremos. Debido a esto la organización del cilindro vascular del género y la longitud total del organismo son desconocidas. Los tallos presentan un diámetro de entre 1,3 y 1,8 mm y gran parte de su superficie se encuentra cubierta por enanciones similares a las que presenta la especie Asteroxylon, coetánea de Hueberia.
A lo largo de los tallos aparecen una serie de ramificaciones laterales isótomas, que mantienen el diámetro del eje principal, o anisótomas, que decrecen en diámetro, insertadas en diferentes patrones en cada uno de los especímenes. En algunos de los ejemplares las ramificaciones se insertan con ángulos variables entre 33° y 81° en un patrón irregular que provoca que varias de ellas queden ampliamente separadas del tallo y de las ramificaciones adyacentes. En otros por el contrario las ramificaciones aparecen espaciadas alrededor de 140 mm y su ángulo de inserción es agudo, entre 17 y 20º, creciendo paralelas al tallo principal. Este diferente patrón de ramificación ha sido interpretado como un reflejo de dos diferentes hábitos de crecimiento de un mismo ejemplar de tal modo que la sección de tronco con ramificaciones irregulares se correspondería con un tallo rastrero o postrado y la que posee una ramificación regular con un tallo erecto.
A lo largo de parte de la superficie de tallos y ramificaciones laterales aparecen gran cantidad de enanciones, prolongaciones epidérmicas con función fotosintética. Estas enanciones son escasas o ausentes en las zonas adyacentes a los puntos de ramificación pero en puntos intermedios de los tallos aparecen en abundancia. Se distribuyen en un patrón de inserción helicoidal con entre 6 y 8 enanciones por vuelta y una distancia de 0,9 mm entre cada vuelta. Las enanciones de Hueberia zhichangensis son característicamente falcadas, con la cara abaxial convexa y por lo tanto orientadas hacia el ápice, forma triangular y base más o menos decurrente. Tienen entre 0,6 y 1 mm de anchura y entre 0,9 y 1,6 mm de longitud y se encuentran insertadas en los tallos en ángulos variables entre 30° y 80°. Los primeros restos conocidos de esta especie en el año 2009 no presentaban venación central en las enanciones, probablemente por razones tafonómicas, por lo que se descartaba que fueran micrófilos. Nuevos fósiles estudiados en 2013, sin embargo, reportaban la presencia de una única vena central en las enanciones que las hacía morfológicamente y estructuralmente similares a micrófilos. En diversas regiones del tallo en las que se han perdido las enanciones aparecen unas cicatrices muy marcadas que inducen a pensar en algún mecanismo de abscisión de estas. En otras regiones aparecen pequeñas protuberancias o brotes de origen no conocido distribuidas irregularmente y portadoras de pequeñas enanciones en su superficie similares a las que posee Drepanophycus. También a lo largo del tallo se ha reportado la presencia de esporangios de sección oval a redondeada e inserción lateral. En la zona basal de los ejemplares más completos se ha conservado parte de su sistema radicular. Este está formado por un rizoma de superficie completamente lisa y con ramificación tanto isótoma como anisótoma no muy numerosa.

## Distribución y hábitat
Los análisis paleontológicos llevados a cabo en la Unidad 6 de la Formación Posongchong donde aparecieron los restos de Hueberia muestran que las rocas sedimentarias presentes, fundamentalmente areniscas, se corresponden con depósitos realizados en un entorno de baja energía donde o bien no se producía un transporte de restos orgánicos o este era de corta distancia. Probablemente el lugar en el que se realizaron los depósitos y donde presumiblemente habitaba Hueberia era un medio fluvial o lacustre, quizás un lagoon. Es por ello que los fósiles de la localidad presentan un notable grado de detalle y que estructuras muy delicadas, como las enanciones de Hueberia zhichangensis, permanecen intactas. Los análisis bioestratigráficos y palinológicos realizados en el lugar indican que los sedimentos fueron depositados en el periodo Pragiense del Devónico inferior, entre hace 410,8 y 407,6 millones de años. El yacimiento es rico en macroflora y son especialmente abundantes los restos de vegetales pertenecientes al grupo Zosterophyllopsida que, con hasta siete especies conocidas, debió ser el grupo dominante en el ecosistema. Aparecen también representados los clados Lycopodiopsida, Rhyniopsida, Sphenopsida, Trimerophytopsida y siete especies de posición taxonómica desconocida.

## Taxonomía
Etimológicamente Hueberia toma su nombre de género del paleobotánico Francis M. Hueber, especialista en flora devónica. El epíteto específico zhichangensis hace referencia a la localidad en la que se encontraron sus restos, Zhichang, en el distrito de Wenshan, China.
Por la organización general del tallo y ramificaciones, el porte rastrero y erecto y la presencia de enanciones en la cutícula Hueberia zhichangensis recuerda a los representantes de la división Lycophyta, ampliamente representada en el yacimiento de origen. Una de las principales características de este grupo es la presencia de micrófilos, esto es de expansiones cuticulares similares a enanciones pero vascularizadas. A pesar de que los primeros restos estudiados de Hueberia no presentaban venación en las enanciones hoy día está admitido que estas poseen un estrecho cordón central de xilema, aunque menor que el de Lycophyta. Las enanciones, o quizás micrófilos primitivos, de Hueberia son morfológicamente similares a los que presentan otras especies contemporáneas. Asteroxylon, Drepanophycus y Halleophyton, por ejemplo, tienen enanciones muy similares pero de mayor tamaño, sin venación y solo en el primero de estos géneros el patrón de inserción es helicoidal. En Kaulangiophyton y Leclercqia se presentan enanciones vascularizadas en inserción helicoidal pero mucho más complejos morfológicamente que los de Hueberia. Descartada en un primer estudio la pertenencia de Hueberia zhichangensis a Lycophyta hoy día se considera que los micrófilos del género representan un primer estadio de desarrollo de estos órganos por lo que se considera a Hueberia como parte del grupo basal que dio origen a la división Lycophyta. Las especies consideradas basales del grupo, llamadas a veces pre-licofitas, suelen incluirse en el orden Drepanophycales junto a Baragwanathia, un grupo probablemente polifilético.